# Middelburgstraat
De Middelburgstraat is een straat in Brugge.

## Beschrijving
Een document uit 1577 heeft het over de Corte Twijnstraete naast Middelburch.
Hierin zijn de twee opeenvolgende namen van deze straat verenigd:
- De Corte Twijnstraat verwees naar de naast gelegen Lange Twijnstraat;
- Middelburch verwees naar de naam die vanaf de 16de eeuw in gebruik kwam en die verwees naar de herberg In Middelburg in deze straat.

De Middelburgstraat loopt van de Twijnstraat naar de Sint-Walburgastraat.